# Serrat dels Moixons
El serrat dels Moixons és una muntanya de 1.133 metres que es troba al municipi de Bagà, a la comarca catalana del Berguedà. A l'obac desguassa al Torrent de Turbians, un afluent del Bastareny.